# Michael Punke
Michael Punke (né le 7 décembre 1964) est un écrivain, romancier, professeur, analyste politique, avocat et ambassadeur des États-Unis à l'Organisation mondiale du commerce, à Genève, en Suisse. Il est plus connu pour être l'auteur du roman The Revenant: A Novel of Revenge (2002), adapté au cinéma en 2015 par le réalisateur Alejandro González Iñárritu avec Leonardo DiCaprio et Tom Hardy.

## Enfance et études
Punke est né et a été élevé à Torrington (Wyoming). Il est le fils de Marilyn et Butch Punke, un enseignant de biologie au lycée. Adolescent, il a travaillé l'été au Fort Laramie en tant que guide. Après le lycée, où il était un champion de l'équipe de débats, il entre à l'Université du Massachusetts à Amherst, puis intègre l'Université George Washington d'où il ressort diplômé en relations internationales . Il obtient ensuite un doctorat en droit à la Cornell Law School (en), où il se spécialise en droit commercial et est élu rédacteur en chef du Cornell International Law Journal (en).

## Carrière
Après l'obtention de son diplôme dans les années 1990, Michael Punke a travaillé en tant qu'attaché parlementaire pour le sénateur du Montana Max Baucus. Entre 1991 et 1992, Punke sert de conseiller en commerce international à Baucus, qui était alors directeur du sous-comité du commerce du Comité des finances du Sénat des États-Unis. C'est également pendant cette période de collaboration avec Baucus que Michael Punke rencontre sa femme Traci. Entre 1993 et 1995 Michael Punke travaille à la Maison-Blanche en tant que Directeur des affaires économiques internationales tout en étant nommé conjointement au National Economic Council et au Conseil de sécurité nationale.

### Travail au sein duBureau du représentant américain au commerce
Entre 1995 et 1996, Punke devient conseiller politique au sein de l'Office of the United States Trade Representative (USTR), où il se spécialise dans les problématiques allant de la propriété intellectuelle aux lois agricoles. 
En 2009, le président Barack Obama désigne Punke en tant qu'ambassadeur des États-Unis à l'Organisation mondiale du commerce. Cette nomination est confirmée par le Sénat américain en 2011.
En tant qu'employé fédéral, Punke est soumis à des règles d'éthique qui lui interdisent de faire la promotion de son travail littéraire (entrevues, dédicaces, etc.).

### Activités dans le secteur privé
Punke a également travaillé sur les problématiques de commerce international dans le secteur privé en tant qu'associé dans la succursale de Washington du cabinet d'avocats Mayer Brown. Entre 2003 et 2009, Punke a également été consultant sur diverses questions de politique publique à Missoula, dans l'État du Montana.

## Travaux littéraires

### The Revenant: A Novel of Revenge
Punke est l'auteur du roman The Revenant: A Novel of Revenge, édité chez Carroll & Graf en 2002.
Punke aurait eu l'idée d'écrire ce roman dans un avion, après lecture de quelques lignes d'un livre d'histoire sur le trappeur Hugh Glass. La rédaction du roman a nécessité un total de quatre années de travail à Michael Punke ; durant la dernière année, particulièrement éprouvante, il a contracté quatre pneumonies. Punke a également mené de nombreuses recherches dans des archives sur la vie de Glass avant la rédaction du livre. À sa sortie en 2002, le livre n'a pas connu un grand écho, même si Punke en a vendu les droits d'adaptation cinématographique. Après la découverte du livre, le réalisateur Alejandro G. Iñárritu s'est fortement mobilisé pour pouvoir en faire un film, face à d'autres réalisateurs et producteurs (comme Park Chan-Wook ou Megan Ellison d'Annapurna Pictures).

### Fire and Brimstone: The North Butte Mining Disaster of 1917
En 2006, Michael Punke a publié un livre historique chez Hachette, à propos d'une catastrophe minière qui a eu lieu en 1917 dans le Montana. Le livre a été bien accueilli par la critique (dont Publishers Weekly, Booklist et Kirkus Reviews) et à notamment été finaliste du Mountains and Plains Booksellers Award.

### Last Stand
Michael Punke est également l'auteur de Last Stand : George Bird Grinnell, the Battle to Save the Buffalo, and the Birth of the New West publié en 2007 chez Harper Collins . Le livre raconte le combat de George Bird Grinnell pour la préservation du bison d'Amérique du Nord.

### Autres travaux d'écriture
Punke est également l'auteur de l'introduction de la réédition The Buffalo Hunters : The Story of the Hide Men publié en 1954 par Mari Sandoz.
Punke a également été le correspondant historique du magazine Montana Quarterly magazine.

### Fiction
- The Revenant: A Novel of Revenge (2002)

### Non-fiction
- Fire and Brimstone: The North Butte Mining Disaster of 1917 (2006),  (ISBN 1401308899)
- Last Stand (2007)